# Receptor 5-HT1F
El receptor 5-HT1F (abreviado, HTR1F), es una proteína de membrana perteneciente a la familia de receptores de serotonina del subgrupo 5-HT1 y también designa al gen humano que la codifica.
El receptor 5-HT1F se expresa en el ganglio del nervio trigémino humano sugiriendo que podría tener un papel en el tratamiento de la migraña. El grupo de fármacos 

## Historia
El gen del receptor 5-HT1F se describió en el ratón y se designó como 5-HT1Eβ según la similitud farmacológica con el receptor 5-HT1E. Ambos subtipos, 5-HT1e y 5-HT1F, tienen una alta afinidad por la serotonina pero una baja afinidad por la 5-Carboxamidotriptamina (5-CT), que es un agonista no selectivo de receptores 5-HT1.

## Migrañas
Existen evidencias que la migraña se relaciona con el péptido relacionado con el gen de la calcitonina (por sus siglas en inglés, CGRP), un neuropéptido asociado con la señalización y sensibilización neuronal mediada por inflamación neurógena en el dolor durante un ataque de migraña. La activación de varios subtipos de receptores de serotonina pueden bloquear la liberación de CGRP y otros neuropéptidos y neurotransmisores y mitigar los síntomas de la migraña. Los triptanos fueron los primeros tratamientos desarrollados para el tratamiento de la migraña, actuando a través de los receptores de serotonina 5-HT1B/5-HT1D. El receptor 5-HT1F en las neuronas del ganglio del nervio trigémino puede modular la liberación de CGRP que, a diferencia de los receptores 5-HT1B, no provoca vasoconstricción.
En base a estudios animales con agonistas serotoninérgicos por el receptor 5-HT1F se desarrolló el lasmiditan, aprobado en los Estados Unidos para el manejo agudo de la migraña. El lasmiditan es un agonista lipofílico altamente selectivo por el receptor 5-HT1F que puede atravesar la barrera hematoencefálica y actuar en sitios del sistema nervioso periférico (SNP) y del sistema nervioso central (SNC). La activación de los receptores 5-HT1F por el lasmiditan podría bloquear potencialmente la liberación de CGRP que es clave en el desarrollo de la sensibilización central. A nivel del tálamo el lasmiditan puede bloquear la sensibilización central secundaria asociada con la progresión de la migraña y la alodinia cutánea extracefálica. Los receptores 5-HT1F también son elementos de la modulación del dolor descendente, presentando otro sitio donde el lasmiditan puede actuar en el alivio de la migraña. La disfunción mitocondrial podría estar implicada en la fisiopatología de la migraña, lugar donde los receptores 5-HT1F pueden promover la biogénesis mitocondrial.
Otros antagonistas del CGRP en ensayos clínicos incluyen el grupo de los gepantes, entre ellos olcegepant, telcagepant, rimegepant y ubrogepant.

## Agonistas
- 5-n-butiriloxi-DMT:[12] selectividad >60 veces frente al receptor 5-HT1E
- BRL-54443 - agonista mixto de 5-HT1E/1F
- Eletriptán - agonista mixto de 5-HT1B/1D/1E/1F/2B/7
- LY-334,370[13] - así como benzamidas relacionadas[14]
- LY-344,864 (N-[(3R)-3-(Dimetilamino)-2,3,4,9-tetrahidro-1H-carbazol-6-il]-4-fluorobenzamida)
- Naratriptán - agonista mixto 5-HT1B/1D/1F
- Lasmiditan: agonista selectivo de 5-HT1F, una molécula de ditan primera en su clase[6]